# Семёнтковский, Лукаш
Лукаш Семёнтковский (пол. Łukasz Siemiątkowski; 5 сентября 1876, Милянувек — февраль 1944, Майданек) — польский социалистический активист и криминальный авторитет. Боевик ППС, боец Польских легионов. Член руководства ППС—Прежней революционной фракции, соратник Раймунда Яворовского и Юзефа Локетека. Лидер крупнейшей варшавской ОПГ. В годы немецкой оккупации участник антинацистского подполья. Погиб в концлагере Майданек.

## Социалистическое начало
Родился в семье плотника. С 17 лет работал на ткацкой фабрике в Гродзиске. Сошёлся с социалистическим подпольем, распространял нелегальную литературу. Получил партийную кличку Tasiemka (Тасемка — Тесёмка).
В 1904 Лукаш Семёнтковский переехал в Варшаву. Работал на резиновой фабрике. Состоял в ППС. За нелегальную деятельность в 1911 был арестован, но освобождён за недостатком улик.

## Разведчик и боевик
В Первую мировую войну Лукаш Семёнтковский служил в разведывательном подразделении Первой бригады Польских легионов Юзефа Пилсудского (в том же подразделении была разведчицей Констанция Яворовская). Состоял также в боевой группе ППС, участвовал в её акциях. Носил подпольный псевдоним Ignac (Игнац).
В 1918 арестован немецкими властями, помещён в Варшавскую цитадель. 7 ноября 1918 был приговорён к смертной казни. Исполнение назначалось на 14 ноября, но 11 ноября 1918 закончилась война и была провозглашена независимость Польши. Семёнтковский вышел на свободу.

## Партийный деятель
В независимой Польше Лукаш Семёнтковский продолжал политическую деятельность как социалистический активист. Руководил ячейкой ППС. Тесно сотрудничал с комендантом партийной Рабочей милиции Юзефом Локетеком. В 1927 стал членом Варшавского комитета ППС и был избран в городской совет Варшавы. Председателем комитета и совета являлся Раймунд Яворовский.
Осенью 1928 Семёнтковский вместе с Яворовским и Локетеком перешёл в ППС—Прежняя революционная фракция (ППС—ПРФ) — партию социалистов, безоговорочно поддерживавших Пилсудского. Семёнтковский отличался фанатичной преданностью Раймунду и Констанции Яворовским, которых называл своей «Альфой и Омегой».

## Гангстер-орденоносец
В 1928 году Семёнтковский основал криминальную структуру, установившую рэкетирский контроль над крупнейшим варшавским рынком Керцеляк. Был известен под прозвищем Tata Tasiemka (Папа Тасемка, Папа Тесёмка). Отмечалась, что его банда не имела никаких национальных или религиозных предрассудков, в ней состояли и поляки-католики, и православные украинцы, и евреи.
Рэкет осуществлялся бандитами Папы Тесёмки при участии Рабочей милиции Локетека. В общей сложности документально зафиксированы 44 преступных эпизода. Криминальные операции отличались большой жёсткостью, широко практиковались вымогательства и физическое насилие. Помимо рэкета коммерсантов, группировка занималась «крышеванием» ресторанов и охраной публичных домов.

Полицейские в форме на Керцеляке для безопасности ходят по двое, хотя на самой площади на них не нападают — на основании всё той же тихой неписаной взаимности. Впрочем, спокойствие, порядок и безопасность лотков и торговцев Керцеляка реально держатся на незаметных «мальчиках» Папы Тесёмки.

Фелициан Славой-Складковский.

При этом Семёнтковский оставался членом партийного руководства, финансировал партию за счёт криминальных доходов. ОПГ Папы Тесёмки участвовала в межпартийном и межпрофсоюзном противостоянии, совместно с Рабочей милицией силовыми методами поддерживала ППС—ПРФ и Центрального объединения классовых профсоюзов. Семёнтковский использовал свой криминальный ресурс в конкуренции и решении вопросов с работодателями, в установлении расценок на рынке труда
Биографы Семёнтковского отмечали, что жёсткий и решительный Папа Тесёмка не любил вида крови и сцен насилия. Личного участия в таких действиях он старался не принимать. Задачи этого характера выполнял в группировке Панталеон Карпиньский, правая рука главаря, отличавшийся безоглядной жестокостью с элементами садизма.
В начале 1932 Лукаш Семёнтковский был арестован, предстал перед судом и приговорён к 3 годам тюрьмы (меньше, чем некоторые члены группировки). Вскоре срок сократился до 2 лет. 1 августа 1935 президент Польши Игнацы Мосьцицкий помиловал Семёнтковского.
В 1937 Лукаш Семёнтковский был награждён Крестом Независимости (вручён в 1939).

## Подпольщик. Кончина в концлагере
При нацистской оккупации Лукаш Семёнтковский активно включился в подпольную борьбу. Осенью 1942 вместе с сыном был арестован немцами, помещён в тюрьму Павяк, оттуда отправлен в Майданек.
В концлагере Лукаш Семёнтковский умер от тифа в феврале 1944.

## Личность и память
Очевидцы описывали Лукаша Семёнтковского как невысокого коренастого человека округлой комплекции с лысиной и густыми закрученными усами. Он не получил практически никакого образования, едва овладел грамотой, но отличался живым и острым умом, отражавшимся во взгляде.
В современной Польше Лукаш Семёнтковский воспринимается прежде всего как бандит. Участие в борьбе за независимость, партийная деятельность, депутатство, подполье и гибель в концлагере оттеснены на второй план образом жестокого «Папы Тесёмки», главаря «хлопцев с Керцеляка».
В то же время фигура Лукаша Семёнтковского подчас романтизируется. Под прозвищем Tata Tasiemka он упоминается в популярной песне барда Станислава Гжесюка Rum Helka.